# هاینریش تسنو
هاینریش تسنو (به آلمانی: Heinrich Tessenow) (آوریل ۷، ۱۸۷۶ & ; نوامبر ۱، ۱۹۵۰) معمار، شهرساز و استاد دانشگاه آلمانی فعال در دوره وایمار بود.